# Samogłoska półprzymknięta
Samogłoska półprzymknięta – typ samogłoski występujący w niektórych językach. Charakteryzuje się tym, że w trakcie wymawiania język jest ułożony w dwóch trzecich wysokości między pozycjami, w których wymawia się samogłoski otwarte i samogłoski przymknięte.
W międzynarodowej transkrypcji fonetycznej IPA przewidziano odrębne symbole dla sześciu samogłosek półprzymkniętych:
- samogłoska półprzymknięta przednia niezaokrąglona [e]
- samogłoska półprzymknięta przednia zaokrąglona [ø]
- samogłoska półprzymknięta centralna niezaokrąglona [ɘ] (transkrybowana [ë] w starszych opracowaniach)
- samogłoska półprzymknięta centralna zaokrąglona [ɵ] (transkrybowana [ö] w starszych opracowaniach)
- samogłoska półprzymknięta tylna niezaokrąglona [ɤ]
- samogłoska półprzymknięta tylna zaokrąglona [o]